# 西北航空2號班機空難
西北航空公司2號航班，為一架洛克希德超級電星式14H型飛機，於1938年1月10日墜毀于蒙大拿東北部的布里杰山脉，事故中機上所有人全部罹難。

## 原因
這是該公司發生的首宗空難，亦是涉及同款客機的首次空難。事後調查報告指出，當時飛機飛到博茲曼附近，遇到沙塵暴及嚴重亂流，機尾隨即發生不尋常的擺動，最後全部两垂直尾翼連同方向舵一同脫落，飛機立即失速墜毀並爆炸起火，所有人在撞击时立刻罹难。

## 事後
空難發生後，西北航空於同年5月16日及7月8日再次發生兩次空難，而且涉事機型都是洛克希德超級電星式14H型飛機。
此航班編號到目前为止仍用於西北航空公司的馬尼拉-東京-洛杉磯航線。